# 2001-es Nickelodeon Kids’ Choice Awards
Ez a tizennegyedik Nickelodeon Kids’ Choice Awards. amelyet 2001. április 21-én rendeztek Barker Hangar, Los Angeles, Kaliforniában.

## Győztesek és jelöltek

### Kedvenc filmszínész
- Jim Carrey - A Grincs
- Eddie Murphy - Bölcsek kövére 2. – A Klump család
- Martin Lawrence - Gagyi mami
- Tom Cruise - Mission: Impossible 2.

### Kedvenc filmszínésznő
- Drew Barrymore - Charlie angyalai
- Halle Berry - X-Men – A kívülállók
- Janet Jackson - Bölcsek kövére 2. – A Klump család
- Cameron Diaz - Charlie angyalai

### Kedvenc film
- A Grincs
- Bölcsek kövére 2. – A Klump család
- Gagyi mami
- Charlie angyalai

### Kedvenc hang egy animációs filmből
- Susan Sarandon - A fecsegő tipegők Párizsban
- Mel Gibson - Csibefutam
- David Spade - Eszeveszett birodalom
- Kevin Kline - Irány Eldorádó

### Kedvenc Tv színész
- Carson Daly - Total Request Live
- Nick Cannon - Sok hűhó
- Drew Carey - The Drew Carey Show
- Jamie Foxx - The Jamie Foxx Show

### Kedvenc Tv színésznő
- Amanda Bynes - Amanda show
- Brandy Norwood - Moesha
- Sarah Michelle Gellar - Buffy, a vámpírok réme
- Melissa Joan Hart - Sabrina, a tiniboszorkány

### Kedvenc Tv show
- Már megint Malcolm
- Jóbarátok
- Hetedik mennyország
- Sabrina, a tiniboszorkány

### Kedvenc rajzfilm
- Fecsegő tipegők
- Pindur pandúrok
- Hé, Arnold!
- A Simpson család

### Kedvenc együttes
- Destiny’s Child
- Backstreet Boys
- ’N Sync
- Baha Men

### Kedvenc férfi énekes
- Bow Wow
- Sisqó
- Will Smith
- Ricky Martin

### Kedvenc női énekes
- Britney Spears
- Christina Aguilera
- Pink
- Jennifer Lopez

### Kedvenc banda
- Blink-182
- Creed
- Dixie Chicks
- Red Hot Chili Peppers

### Kedvenc dal
- Baha Men - Who Let the Dogs Out?
- Britney Spears - Oops!… I Did It Again
- Bow Wow - Bounce with Me
- ’N Sync - Bye Bye Bye

### Kedvenc videó játék
- Tony Hawk's Pro Skater 2
- Pokémon
- Frogger 2: Swampy's Revenge
- Crash Bash

### Kedvenc emelkedő sztár
- Aaron Carter - Aaron's Party (Come Get It)
- Lucy Liu - Charlie angyalai
- Marion Jones - 2000. évi nyári olimpiai játékok
- Jessica Alba - Sötét angyal

### Best Burp
- Cameron Diaz

### Wannabe díjas
- Tom Cruise

## Nyálkás hírességek
- ’N Sync
- Melissa Joan Hart
- Tom Cruise
- Rosie O'Donnell

## Fordítás
- Ez a szócikk részben vagy egészben  a(z)   2001 Kids' Choice Awards című angol Wikipédia-szócikk ezen változatának fordításán alapul.  Az eredeti cikk szerkesztőit annak laptörténete sorolja fel. Ez a jelzés csupán a megfogalmazás eredetét és a szerzői jogokat jelzi, nem szolgál a cikkben szereplő információk forrásmegjelöléseként.